# سجاد طوری
سجاد طوری (زاده ۲۰ مرداد ۱۳۶۱ - خرمشهر) داور ایرانی فوتبال است. وی در سال ۱۳۷۸ داوری را شروع کرده و از سال ۱۳۸۸ در لیگ برتر فوتبال ایران قضاوت می‌کند.
وی در سال ۹۶–۹۵ به‌عنوان کمک داور برتر فوتبال ایران انتخاب شده‌است، طوری از سال ۲۰۱۳ وارد لیست فیفا شد.